# Natzweiler-Struthof
Natzweiler-Struthof was een Duits concentratiekamp tijdens de Tweede Wereldoorlog. Het hoofdkamp lag bij de plaats Natzwiller (Duits: Natzweiler) in de Elzas. Het was het enige door de Duitsers opgezet concentratiekamp op het huidige Frans grondgebied.
Het kamp ligt circa 55 kilometer ten zuidwesten van Straatsburg, op 700 meter hoogte. De locatie werd gekozen nadat de geoloog SS-Obersturmbannführer Karl Blumberg (1889–1948) er in september 1940 een voorkomen van zeldzaam rood graniet had ontdekt. Namens Albert Speer - die het graniet wilde toepassen bij de bouw van de nieuwe hoofdstad Germania - Heinrich Himmler en Oswald Pohl werd besloten een kamp voor 4.000 gevangenen op te richten. Het hoofdkamp was van 21 mei 1941 tot 23 november 1944 in gebruik; veel nevenkampen bleven bestaan tot in 1945.

## Nevenkampen
Natzweiler-Struthof had ongeveer 70 nevenkampen in de Franse regio's Elzas en Moselle en over de grens in Duitsland. Het eerste nevenkamp werd op 15 december 1942 opgericht in Obernai met dan 200 gevangenen. Bijzonder aan de nevenkampen van Natzweiler-Struthof is dat vele bleven bestaan nadat het hoofdkamp op 23 november 1944 was bevrijd. Zelfs op 1 januari 1945 werden nog twee nevenkampen geopend. De meeste nevenkampen zagen er niet uit als het hoofdkamp, met hekwerken en wachttorens, maar waren gewone gebouwen, zoals scholen of fabrieken. In de meeste nevenkampen die in 1942 werden geopend, moesten de gevangenen vooral de SS dienen, door bijvoorbeeld trainingskampen voor ze te bouwen. In de nevenkampen die vanaf 1943 werden geopend, moesten de gevangenen vooral meewerken aan de oorlogsindustrie. En in de meeste nevenkampen die in 1944 werden geopend, moesten de gevangenen andere kampen in Duitsland bouwen, omdat de geallieerden steeds verder optrokken. Ook waren er particuliere bedrijven die contracten sloten met de SS, waardoor de gevangenen ook in privéfabrieken te werk werden gesteld. In maart en april 1945 vonden vanuit verschillende nevenkampen dodenmarsen plaats, wat nog tot ongeveer 5000 doden heeft geleid.

## Gevangenen
In totaal werden 52.000 mensen (afkomstig uit Frankrijk, België, Nederland, Polen, Noorwegen, Duitsland en de Sovjet-Unie) vastgehouden in Natzweiler-Struthof, waarvan ongeveer 17.000 in het basiskamp en ongeveer 35.000 in de nevenkampen. De meeste gevangenen kwamen in 1944 aan en het overgrote deel van de gevangenen was man. Er zaten mensen van ongeveer 30 verschillende nationaliteiten. De eerste gevangenen waren vooral zogenaamde 'asocialen' en politieke gevangenen. Al gauw kwamen daar Sovjets, Polen en mensen uit de geannexeerde gebieden bij. In 1943 kwamen er veel Luxemburgers aan en politieke gevangenen uit heel Europa (Nacht und Nebel). Vanaf 1944 werden er ook Joden gevangenen gehouden in de nevenkampen van Natzweilier-Struthof.

### Leven in het kamp
De gevangenen kwamen uit gevangenissen, interneringskampen of andere concentratiekampen uit heel Europa. Bij aankomst werden ze geregistreerd en van al hun persoonlijke bezittingen beroofd. Daarna werden ze ontluisd, gedesinfecteerd en gekleed in willekeurig geselecteerde kleding. Na aankomst zagen alle dagen er min of meer hetzelfde uit. Iedere dag vond minstens tweemaal buiten appèl plaats, waarbij alle gevangenen werden geteld en werk toebedeeld kregen. Er werd gewerkt in ploegendiensten van 12 uur, een dagdienst van 6 uur 's ochtends tot 6 uur 's avonds of de nachtdienst van 6 uur 's avonds tot 6 uur 's ochtends. Er werd vooral gewerkt in steengroeven en aan vliegtuigmotoren. 's Ochtends mochten de gevangenen zich wassen bij een zeer gering aantal wasbakken en kregen ze een kop 'koffie', een dun sneetje brood en een stukje worst. 's Middags kregen ze een kopje soep en 's avonds weer een stukje brood. Een keer per week kregen de gevangenen 50 gram jam.

### Slachtoffers

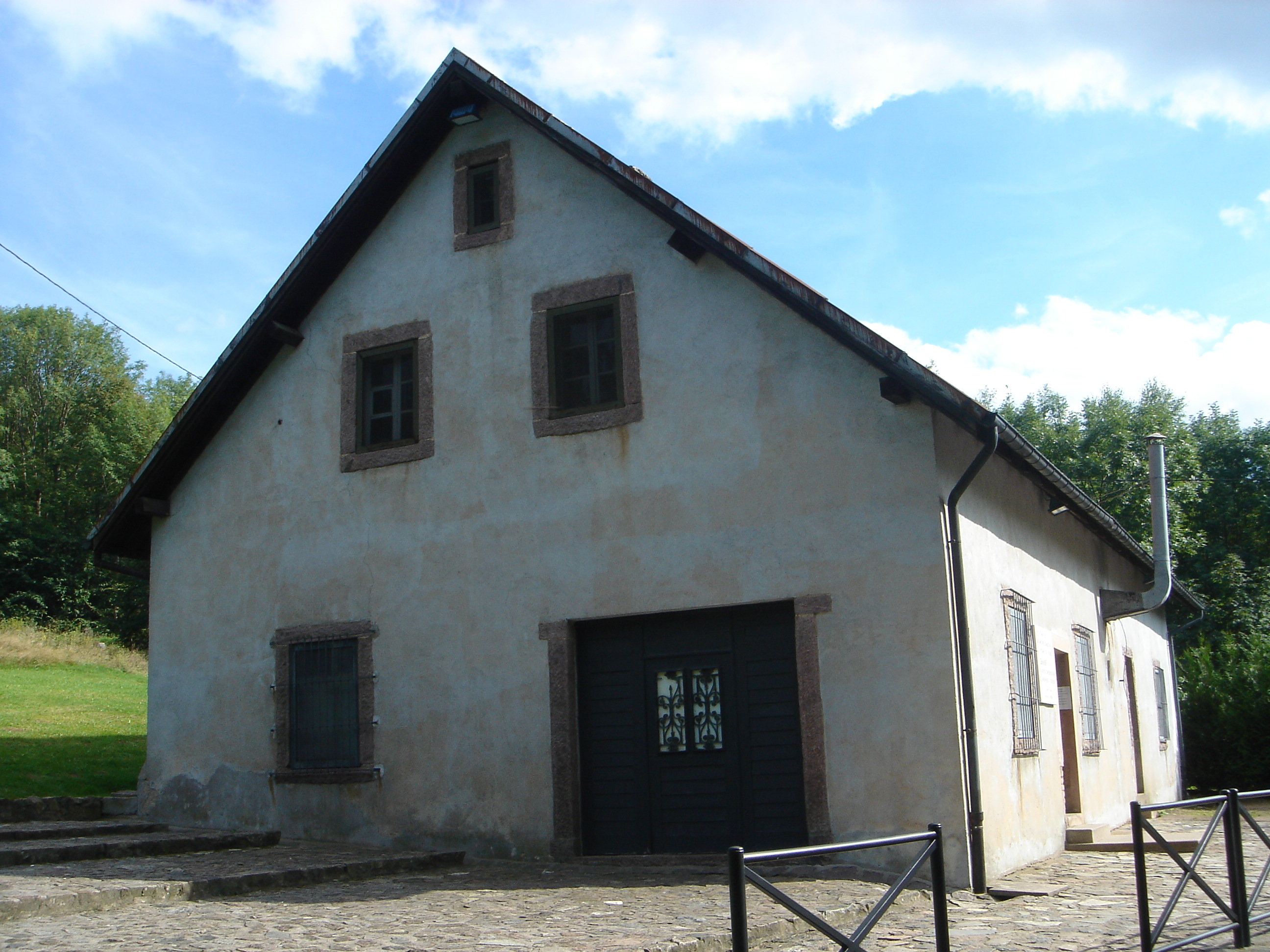
De gaskamer van Natzweiler-Struthof

Er zijn ongeveer 22.000 gevangenen omgekomen in Natzweiler-Struthof. Het sterftepercentage was gemiddeld 40% en kon in sommige nevenkampen oplopen tot 80%. Natweilier-Struthof behoort dan ook tot werkkampen in de categorie drie. Er werden meestal geen mensen vergast of gefusilleerd, behalve bij poging tot ontsnappen. Toch was er wel een gaskamer in het kamp, waar mensen in vermoord werden. Ook was er een crematorium waar de lijken werden verbrand. Maar vooral de zware lichamelijke arbeid, de voedseltekorten en de matige sanitaire voorzieningen leidden tot veel slachtoffers. De nazi-anatoom August Hirt werkte in het kamp en gaf waarschijnlijk leiding aan gruwelijke experimenten. Hij verzamelde er ook skeletten van Joden om hun vermeende inferioriteit aan te tonen.
Er hebben ongeveer 590 Nederlandse verzetsmensen met uiteenlopende politieke achtergronden gevangengezeten, van wie 280 de oorlog niet overleefd hebben.

### Nacht und Nebel
Dit kamp was net als Groß-Rosen aangewezen als Nacht und Nebel-kamp, waar mensen spoorloos moesten verdwijnen. De familie zou nooit van het overlijden op de hoogte mogen worden gesteld. In juni 1943 arriveerden de eerste Nacht und Nebel-gevangenen. De Nacht und Nebel-gevangenen moesten aan een half ondergronds betonnen gebouw werken, met als codenaam de 'aardappelkelders', maar tot op de dag van vandaag is niet bekend waarvoor deze gebouwen gebruikt hadden moeten worden.

## Bekende gevangenen
- Floris Bakels, Nederlands advocaat
- Pim Boellaard, Nederlands medewerker verzekeringsmaatschappij, gewestelijk commandant van de Ordedienst
- Tadeusz Borowski, Pools schrijver
- Xavier van Bourbon-Parma, Frans hertog, schoonvader van prinses Irene
- Trygve Bratteli, Noors politicus
- W.L. Brugsma, Nederlands journalist
- Jean Michel Caubo, Nederlands chef restaurateur Wagon Lits
- Charles Delestraint, Frans militair
- Albert Guérisse, Belgisch militair arts
- Asbjørn Halvorsen, Noors voetballer
- Gerard van Hamel, broer van Lodewijk van Hamel
- Bib van Lanschot, Nederlands bankier
- Dirk de Loos, Student Nederlands-Indisch recht, redacteur "Ik zal Handhaaven"
- Jaap van Mesdag, Nederlands visserijmedewerker
- Oscar Mohr, Nederlandse verzetsstrijder en cultureel diplomaat in Indonesië
- Daniël Quirin Mulock Houwer, Nederlands pionier kinderbescherming en jeugdzorg
- Jan de Pagter, Nederlands visserijmedewerker
- Boris Pahor, Sloveens schrijver
- Pim Reijntjes, Nederlands nieuwslezer
- Diana Rowden, Brits SOE-agente
- Joseph Schmidlin, Duits kerkhistoricus
- Ernst Sillem, Nederlands student, laatste Nederlandse overlevende
- Carel Steensma, Nederlands piloot
- Jacques Stosskopf, Frans maritiem ingenieur
- Hans Teengs Gerritsen, Nederlands KLM-medewerker, lid van de Ordedienst
- Edmond Vanwaes, Belgisch roeier
- Herman Bernard Wiardi Beckman, Nederlands politicus

In Nederland werd in 1976 een Borstkruis van de Stichting Vriendenkring van oud-Natzweilers uitgereikt aan 109 overlevenden.

## Na de Tweede Wereldoorlog
In september 1944 werd het hoofdkamp door de SS geëvacueerd vanwege de naderende geallieerden. De gevangenen werden naar Dachau overgebracht. Op 23 november 1944 werd Natzweiler-Struthof door het Amerikaanse leger bevrijd. Er waren toen nog alleen nog bewakers in het kamp over. Vanuit verschillende nevenkampen zijn er nog dodenmarsen geweest. Met de val van het Derde Rijk in mei 1945, zijn ook alle nevenkampen opgeheven.
In 1960 kwam het plan om in de enige overgebleven slaapbarak van het hoofdkamp een museum te openen. Op 27 juni 1965 werd dit museum geopend met een verzameling aan originele voorwerpen. In 1976 werd 95% van de collectie verwoest door een aangestoken brand; de slaapbarak is daarna identiek herbouwd en het museum ging weer open. In 1979 werd het museum opnieuw slachtoffer van vandalisme, dit keer werd het museum in 1980 heropend in het bijzijn van voormalige gevangenen van andere concentratiekampen. In 2005 werd het museum volledig hernieuwd, waardoor het nu alleen gaat over Natzweiler-Struthof. De bezoekers kunnen ook nog de overblijfselen van het kamp bezoeken.